# Грюненберг, Конрад фон
Конрад фон Грюненберг (нем. Conrad Grünenberg или Konrad Grünemberg; 1415 или ранее — 1494) — средневековый немецкий рыцарь и влиятельный бюргер, бургомистр г. Констанц, автор Гербовника (нем. Österreichische Wappenchronik) и иллюстрированного путеводителя о его паломничестве в Иерусалим (нем. Beschreibung der Reise von Konstanz nach Jerusalem) в 1486 году.

## Биография

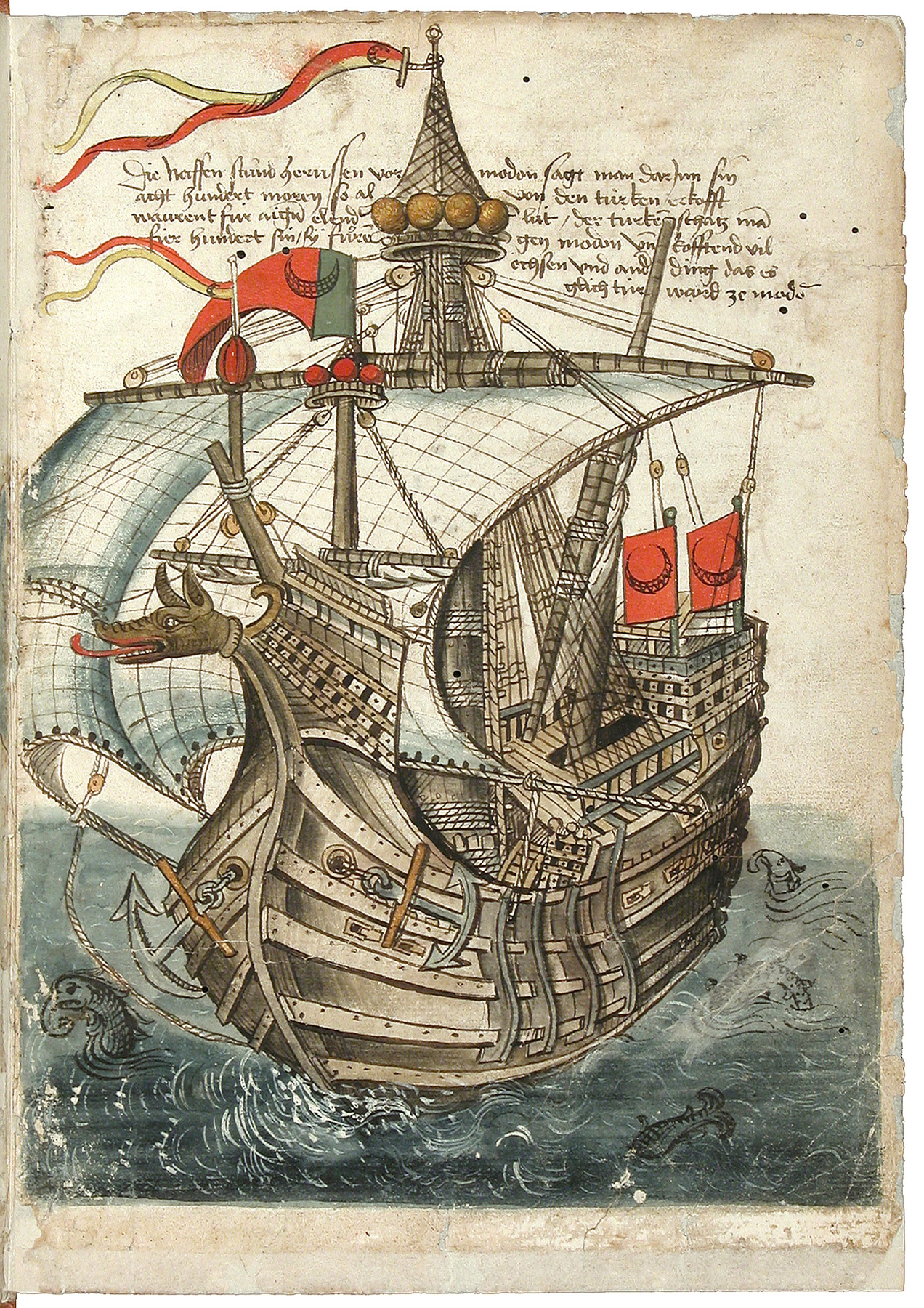
Турецкая каракка. Миниатюра из рукописи путеводителя Грюненберга (1487)

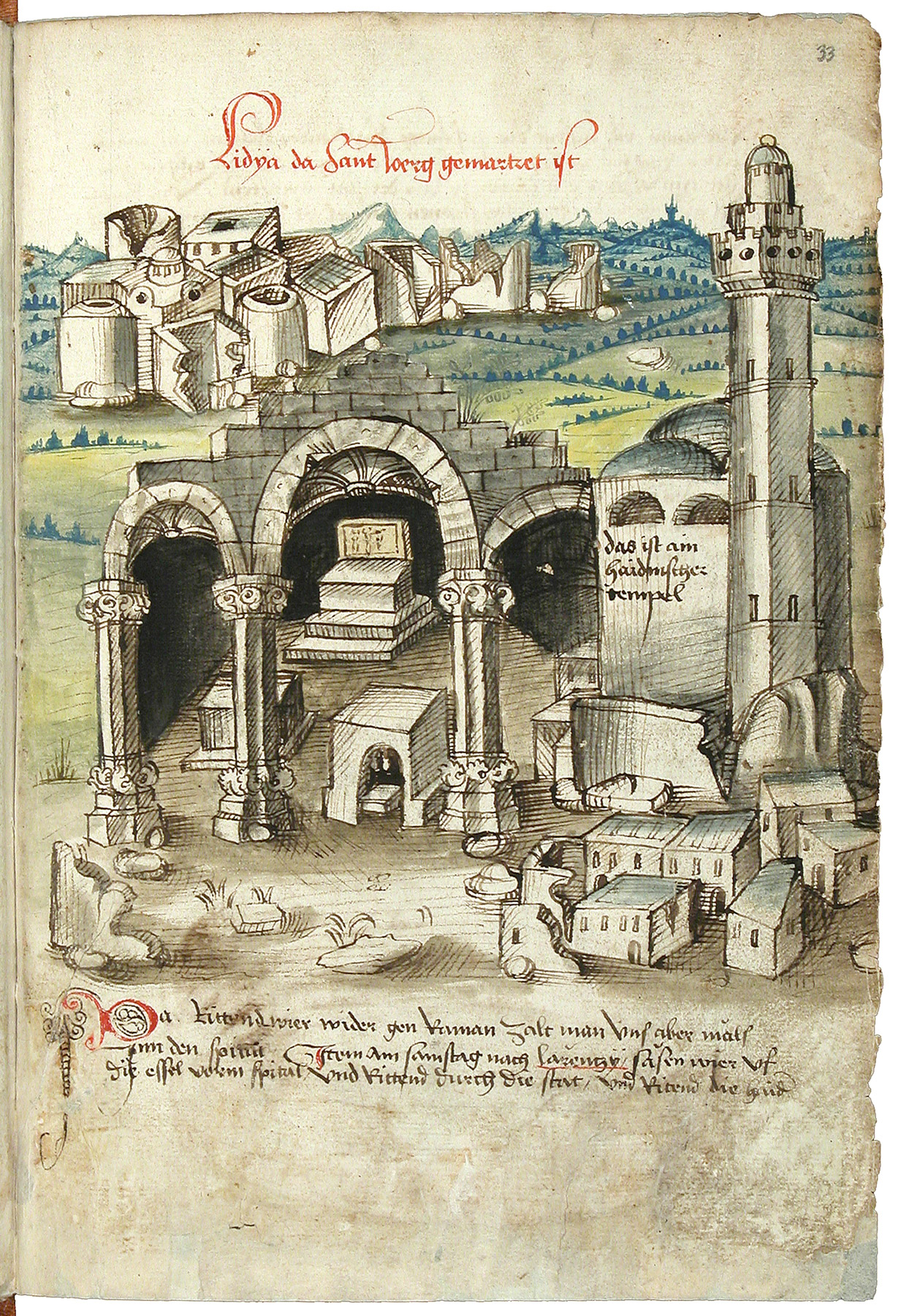
Храм Святого Георгия (Лод). Миниатюра из рукописи путеводителя Грюненберга (1487)

Сын бургомистра г. Констанца, расположенного на берегу Боденского озера в юго-западной части Германии. Представитель местного аристократического рода. Документы, указывающие точную дату его рождения, отсутствуют, возможно, он появился на свет около 1415 года или ранее.
Впервые упоминается в 1441 году как судебный заседатель и подрядчик, получивший заказ на строительство от городской управы. В 1454—1462 годах был членом городского совета Констанца, несколько раз избирался его бургомистром. С 1465 года — на службе у императора Священной Римской империи Фридриха III.
В 1485 году посвящён императором в рыцари. Был кавалером Ордена Святого Гроба Господнего Иерусалимского.
22 апреля 1486 года отправился паломником в Святую землю. Паломничество продлилось 33 недели, с апреля до начала декабря 1486 года. Сначала через швейцарский Райнек, Випитено (Тироль) и Тренто он достиг Венеции, затем достиг Пореча на полуострове Истрия, откуда через далматинские города Задар, Шибеник, Лесину, Корчулу и Рагузу добрался до острова Корфу, а затем до крепости Медон в Морее. После достиг Кандии на Крите, затем добрался до Родоса и Кипра, где посетил Лимасол, Галини и Фамагусту, откуда 24 июля доплыл до Яффы. В Палестине посетил также Лидду, Рамлу, Эммаус, Иерусалим и Вифлеем. 
По возвращении составил путевой очерк, представляющий собой иллюстрированное описание его паломничества. Он сохранился в двух оригинальных рукописях, датированных 1487 годом, и ныне хранящихся в Библиотеке земли Баден-Вюртемберг в Карлсруэ и Научной библиотеке в Гота (Тюрингия), а также двух более поздних списках XVI века из собраний Библиотеки кантона Аргау в Арау и Центральной городской библиотеки Люцерна (Швейцария). Новейшее факсимильное издание его выпущено было в 2015 году в Дармштадте под редакцией Ф. Райхерта и А. Денке.
Занимался также геральдикой и составил два гербовника, которые преподнёс в качестве подарка императору Фридриху III, один (Österreichische Wappenchronik) около 1470 года, а другой, позднее названный его именем и ставший одним из наиболее популярных средневековых европейских гербовников (Wappenbuch Konrad Grünenberg) в 1483 году. Последний содержит описание и изображение гербов императоров, королей, князей, дворянства, государств, городов Европы и колоний, а также сцены из рыцарских турниров.